# Verneuil-sur-Igneraie
 Verneuil-sur-Igneraie  es una población y comuna francesa, en la región de  Centro, departamento de Indre, en el distrito de La Châtre y cantón de La Châtre.

## Demografía
| 423 | 448 | 384 | 288 | 316 | 327 |
| Para los censos de 1962 a 1999 la población legal corresponde a la población sin duplicidades (Fuente: INSEE [Consultar]) |     |     |     |     |     |